# Patrik Gedeon
Patrik Gedeon, né le 19 juillet 1975 à Chomutov, est un footballeur tchèque, qui évolue au poste de milieu de terrain au Baník Most et en équipe de Tchéquie.
Gedeon n'a marqué aucun but lors de ses trois sélections avec l'équipe de Tchéquie entre 2002 et 2003.

## Palmarès

### En équipe nationale
- 3 sélections et 0 but avec l'équipe de Tchéquie entre 2002 et 2003.

### Avec le Slavia Prague
- Vainqueur de la Coupe de Tchéquie en 2002.

### Avec le FC Vaduz
- Vainqueur de la Coupe du Liechtenstein de football en 2006.